# Carpineto
Carpineto (korziško Carpinetu) je naselje in občina v francoskem departmaju Haute-Corse regije - otoka Korzika. Leta 2009 je naselje imelo 26 prebivalcev.

## Geografija
Kraj leži v severovzhodnem delu otoka Korzike 57 km južno od središča Bastie.

## Uprava
Občina Carpineto skupaj s sosednjimi občinami Campana, Carcheto-Brustico, Felce, Monacia-d'Orezza, Nocario, Novale, Ortale, Parata, Perelli, Piazzali, Piazzole, Piedicroce, Piedipartino, Pie-d'Orezza, Pietricaggio, Piobetta, Rapaggio, Stazzona, Tarrano, Valle-d'Alesani, Valle-d'Orezza in Verdèse sestavlja kanton Orezza-Alesani s sedežem v Piedicroceju. Kanton je sestavni del okrožja Corte.